# G8.7-0.1
G8.7-0.1, también conocido como SNR G008.7-00.1, es un resto de supernova que se localiza en la constelación de Sagitario. Está asociado a la región masiva de formación estelar W30, que también contiene varias regiones H II a lo largo del límite sur de G8.7-0.1.

## Morfología
En banda de radio, G87-0.1 presenta emisión sincrotrón con una morfología de cáscara o concha; el diámetro de dicha cáscara es de 45 minutos de arco aproximadamente.
De acuerdo a las observaciones del telescopio ROSAT, la parte norte del remanente está rellena por rayos X de plasma térmico.
En la banda de energía de GeV, la emisión de rayos gamma de G8.7-0.1 procede de dos estructuras extendidas de diferente origen. La primera de ellas mayormente se superpone con G8.7-0.1 y tiene un espectro suave semejante al de otros restos de supernova de mediana edad que interaccionan con nubes moleculares. La segunda podría explicarse mediante dispersión Compton inversa de electrones y puede atribuirse a una nebulosa de viento de púlsar.
La detección de un máser de OH en el borde oeste de G8.7-0.1 implica que este resto de supernova está interaccionando con las nubes moleculares. Además, este máser tiene como homólogo una fuente de rayos gamma en la banda de energía de TeV.

## Posible remanente estelar
La región W30 también alberga el púlsar PSR J1803−2137, un púlsar joven y energético —parecido al púlsar de Vela— con un período de 133,6 ms, descubierto en 1986.
Aunque la edad del resto de supernova y la del púlsar son comparables, PSR J1803−2137 parece moverse hacia G8.7-0.1, lo que hace que la asociación entre ambos objetos sea muy improbable.

## Edad y distancia
La edad de G8.7-0.1, asumiendo una energía inicial de explosión de 1051 erg, está en el rango comprendido entre 15 000 y 28 000 años, cifra comparable a la que se obtiene por la relación brillo-edad en banda de radio, 15 000 años.
Por otra parte, las diversas estimaciones de la distancia a la que se encuentra G8.7-0.1 coinciden en que este resto de supernova está situado a 4000 pársecs de la Tierra.
Además, es un resto de supernova grande, pues con un diámetro estimado de 52 pársecs dobla en tamaño a otros remanentes como G78.2+2.1, CTB 109 o W28.